# トウィ語
トウィ語（Twi, [tɕʷi]）は、ガーナ共和国で話される言語の一つである。クワ語族・アカン語の方言に分類される。主な話者は南部から中部のアカン人が占め、およそ440万人。トウィ語には部族により多くの区分があるが、かつてアカン語には複数の方言があり、トゥイの相互に理解可能な言語にはボノ、アサンテ、アペムを含む。聖書翻訳に使用されたアカン地方語の1番目がアクアペムであり、影響力を得た。コートジボワール南東部にも話者が暮らす。
一般にアハフォ語、アクアペム語、アチェム（英語）、アサンテ語、アセン語、ダンキラ語、クワ語族をまとめて呼ぶ。

## 語源
「Twi」という名称の由来は、ボノの王 Nana Baffuor Twiの名であるとされる

### 言語名別称
- チュイ語
- トゥイ語
- トウィー語
- トウイ語

## 方言
- アチェム・ボソメ方言 Akyem Bosome（英語） (aka-aky)
- ダンチラ方言（Dankyira） (aka-dan)
- クヮウ方言（Kwawu） (aka-kwa)
- アサンテ方言（Asante） (aka-asa)
- アセン方言（Asen） (aka-ase)
- アハフォ方言（アハフォ人（ドイツ語）のことば） (aka-aha)
- アクアペム方言（Akuapem） (aka-aku)

## 発音の概要

### 子音
前舌母音の前では、全ての子音は口蓋破裂音化し、破裂音はある程度破擦音化する。/n/の異音はかなり複雑である。下記の表では、口蓋破裂音が他の口蓋破裂音も持つ場合、母音/i/と併記してある。
アシャンティ族では、母音に/gu/が続く場合には/gʷ/と発音されるが、アクワム族では/gu/のまま発音される。[tɕʷ, dʑʷ, çʷi, ɲʷ]は、唇音化された口蓋音で発音される時には、より厳密には[tɕɥ, dʑɥ, çɥ, ɲɥ]と表記されるであろう。/nh/は[ŋŋ̊]と発音される。
下記の表の欄内は、/音韻/、[音声]、<表記>の順で並んでいる。なお、注意事項として、正字法での<dw>は曖昧さを含んでいる。教科書での<dw>=/g/は、発音記号では[d̩w]と区別されるかもしれない。同様に、軟口音の時の<nw>は[n̩w]となろう。<nu>は口蓋音化して[ɲʷĩ]となる。
|            | 唇音 | 唇音 | 唇音 | 歯茎音 | 歯茎音        | 歯茎音          | 軟口蓋音 | 軟口蓋音           | 軟口蓋音     | 唇化音 | 唇化音     | 唇化音    |
| 無声破裂音 | /p/  | [pʰ] | <p>  | /t/    | [tʰ, tçi]     | <t, ti>         | /k/      | [kʰ, tɕʰi~cçʰi]    | <k, kyi>     | /kʷ/   | [kʷ, tɕʷi] | <kw, twi> |
| 有声破裂音 | /b/  | [b]  | <b>  | /d/    | [d]           | <d>             | /g/      | [g, "dʒ", dʑi~ɟʝi] | <g, dw, gyi> | /gʷ/   | [gʷ, dʑʷi] | <gw, dwi> |
| 摩擦音     | /f/  | [f]  | <f>  | /s/    | [s]           | <s>             | /h/      | [h, çi]            | <h, hyi>     | /hʷ/   | [hʷ, çʷi]  | <hw, hwi> |
| 鼻音       | /m/  | [m]  | <m>  | /n/    | [n, ŋ, ɲ, ɲĩ] | <n, ngi>        |          |                    |              | /nʷ/   | [ŋŋʷ, ɲʷĩ] | <nw, nu>  |
| 重音       |      |      |      | /nn/   | [ŋː, ɲːĩ]     | <ng, nyi, nnyi> |          |                    |              | /nnʷ/  | [ɲɲʷĩ]     | <nw>      |
| その他     |      |      |      | /r/    | [ɾ, r, ɽ]     | <r>             |          |                    |              | /w/    | [w, ɥi]    | <w, wi>   |

### 母音
5つの母音からなる。
- 前舌音（緊張音）: /i̘ e̘ a̘ o̘ u̘/ [i e æ~ɑ o u] <i e a o u>
- 奥舌音（弛緩音（ドイツ語））: /i e a o u/ [ɪ~e ɛ ɑ ɔ ʊ~o] [<e ɛ a ɔ o>]

2つの正書法、e’とo’は、発音上はしばしば区別されない。ファンテ族だけは、a’は必ず区別する。

## 声調
高声（High）、中声（Middle）、低声（Low）がある。最初の音節は高声か低声のみである。
高声は、前の高声か中声と同じレベルになり、中声は、前に続く中声より低くなる。低声は常に、会話する時のいちばん低い音となる。ただし、単体の低声の前後に高声が来る場合には、低声は上げられ、次に来る高声は低くなる。このため、HMHとHLHは似たような発音となる。
高声は低声の次に来る場合、段階的に低下する。中声の次に来る高声と中声の組み合わせは低くなり、結果的に段階構造となる。